# Adenanthos gracilipes
Adenanthos gracilipes är en tvåhjärtbladig växtart som beskrevs av Edward George. Adenanthos gracilipes ingår i släktet Adenanthos och familjen Proteaceae. Inga underarter finns listade i Catalogue of Life.